# Vertumno e Pomona
Vertumno e Pomona è una lunetta affrescata (461x990 cm) di Pontormo, databile al 1519-1521 circa e conservato nel salone della villa medicea di Poggio a Caiano (Prato).

## Storia
Nel 1519 Ottaviano de' Medici aveva avviato la decorazione ad affresco del salone della villa di Poggio a Caiano, costruita negli anni '70 del Quattrocento per Lorenzo il Magnifico e distante circa 20 km dal centro di Firenze. La volontà di decorare il grande salone centrale era partita da Giovanni de' Medici, allora papa Leone X, e da suo cugino Giulio, futuro Clemente VII. Vennero arruolati i migliori pittori attivi sulla piazza fiorentina, a partire dal duo Andrea del Sarto-Franciabigio, ai quali si aggiunse presto il migliore allievo di Andrea, il giovane Pontormo, per la prima volta al soldo della Casa medicea.

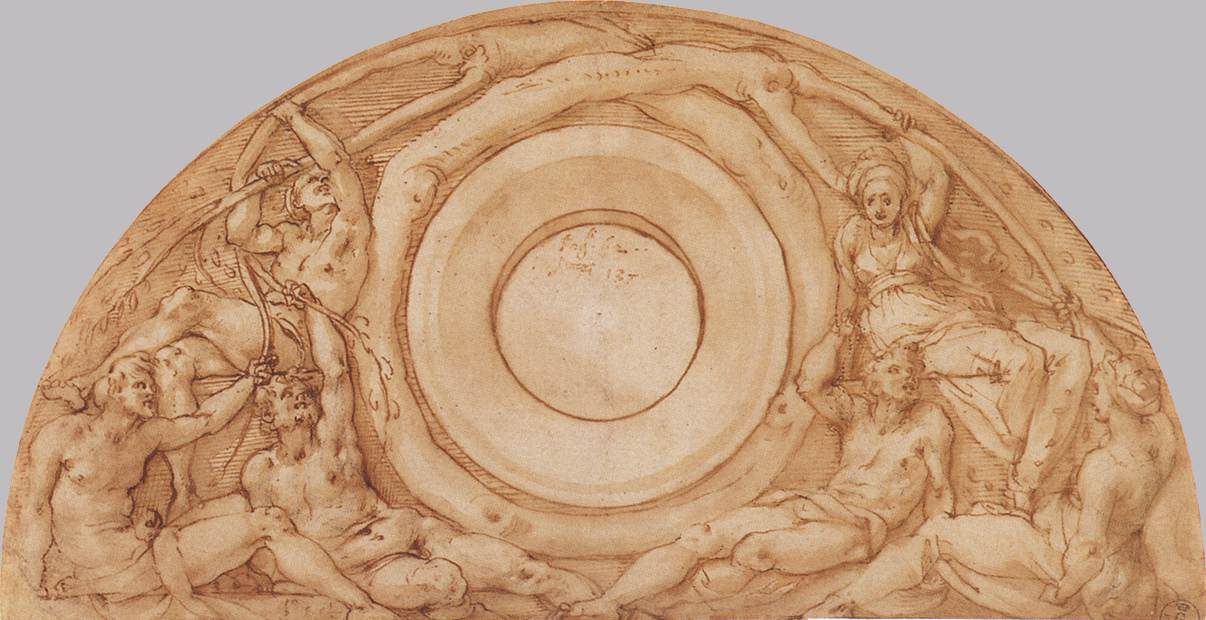
Un primo studio sulla lunetta, 1519 circa, Gabinetto dei Disegni e delle Stampe degli Uffizi

Il programma iconografico della decorazione era stato elaborato da Paolo Giovio e prevedeva la rappresentazione di episodi della storia romana adombranti imprese e personalità del casato. Pontormo lavorò a un soggetto diverso, una lunetta sul lato est, con una leggenda tratta da Ovidio, collegata al tema generale della sala solo da allegorie e da un generale rimando all'otium agreste che si praticava in villa. Lo stesso Lorenzo de' Medici aveva trattato questo tema in alcuni passi delle sue opere letterarie, contrapponendo i benefici della vita in campagna alle tensioni politiche e sociali della città.
L'artista lavorò a lungo alla preparazione della lunetta, come dimostrano i numerosi disegni pervenutici: per la forma della lunetta studiò tre composizioni diverse e altri studi ebbero come protagoniste le singole figure, tra cui spicca un disegno al Gabinetto dei Disegni e delle Stampe di Firenze di un ignudo seduto con le gambe incrociate e con una mano sollevata a farsi ombra sulla fronte.
Nel 1521 i lavori si interruppero però per la morte di papa Leone e vennero ripresi solo alcuni decenni dopo. Lo stesso Pontormo era stato contattato di nuovo nel 1532 per eseguire gli affreschi mancanti, ma per tale ambizioso progetto vennero eseguiti solo alcuni studi e disegni senza il relativo seguito.

## Descrizione e stile

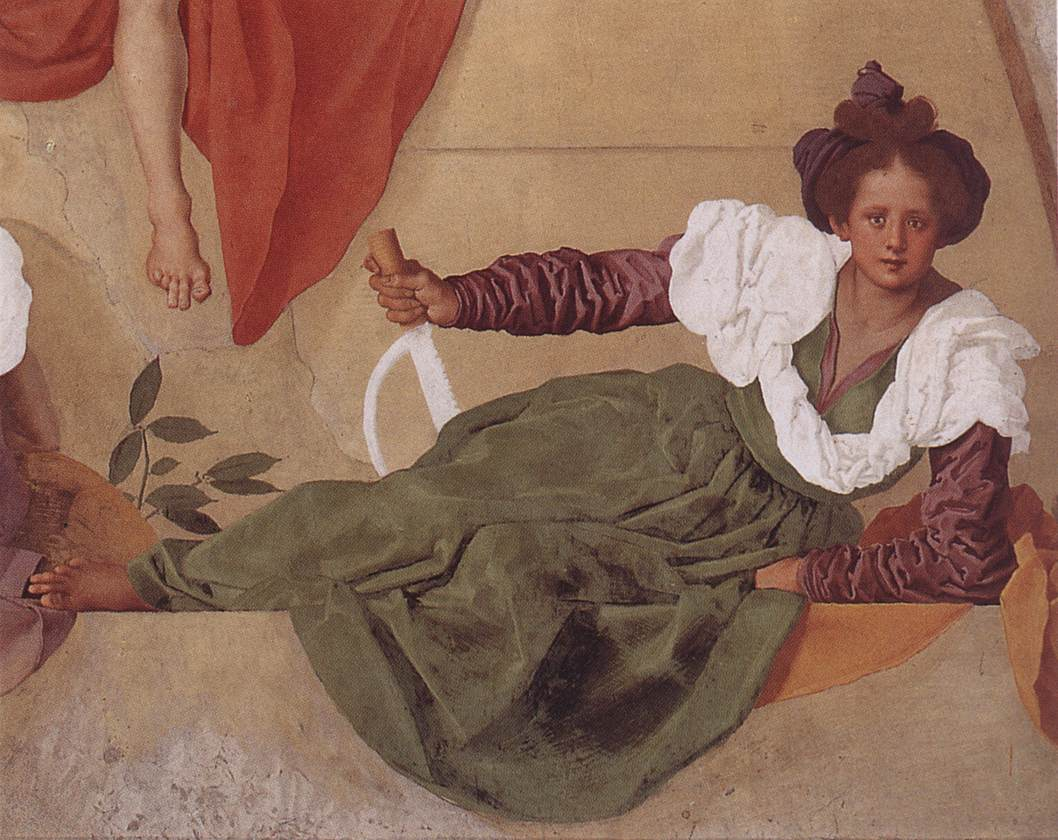
Pomona

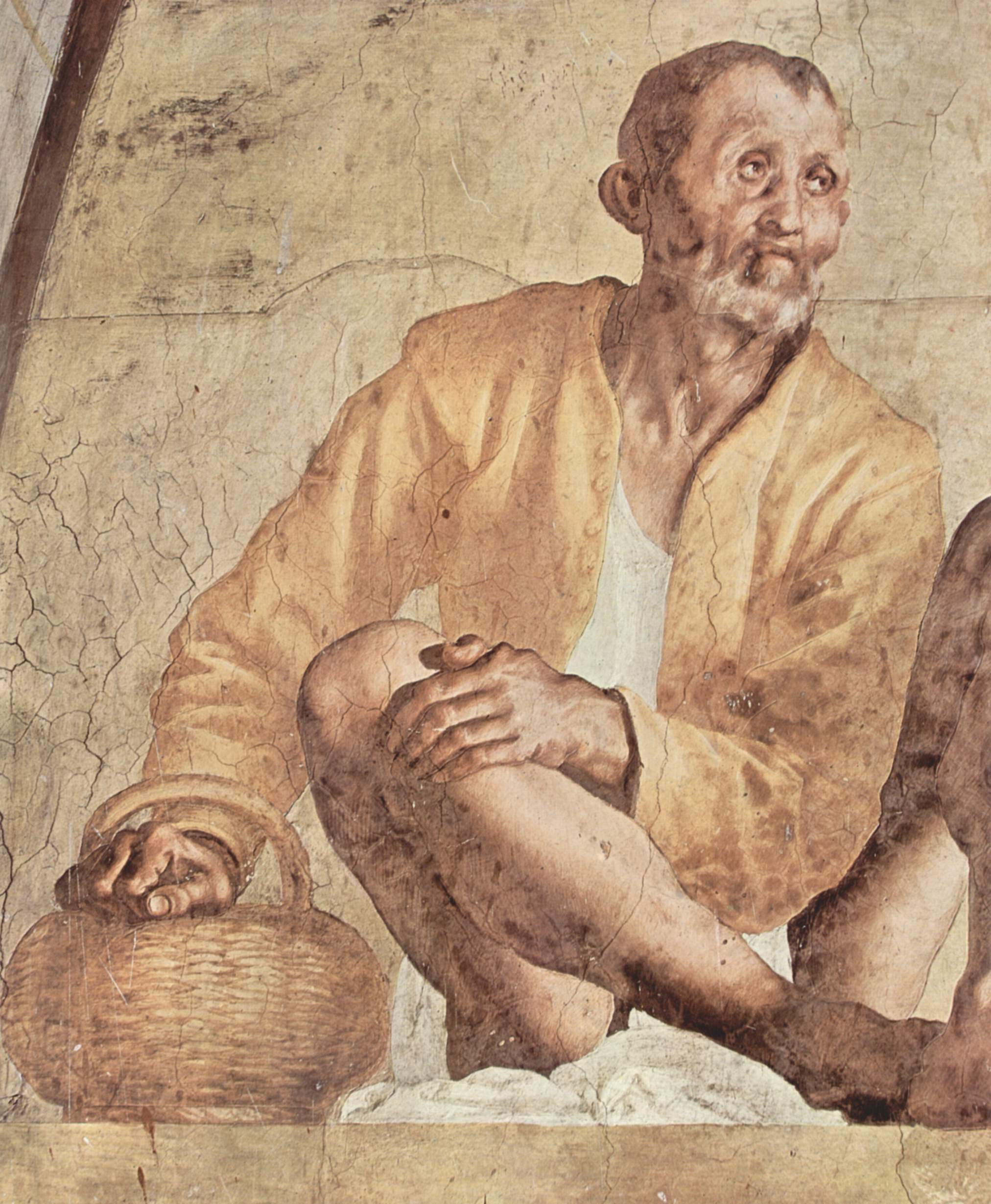
Vertumno

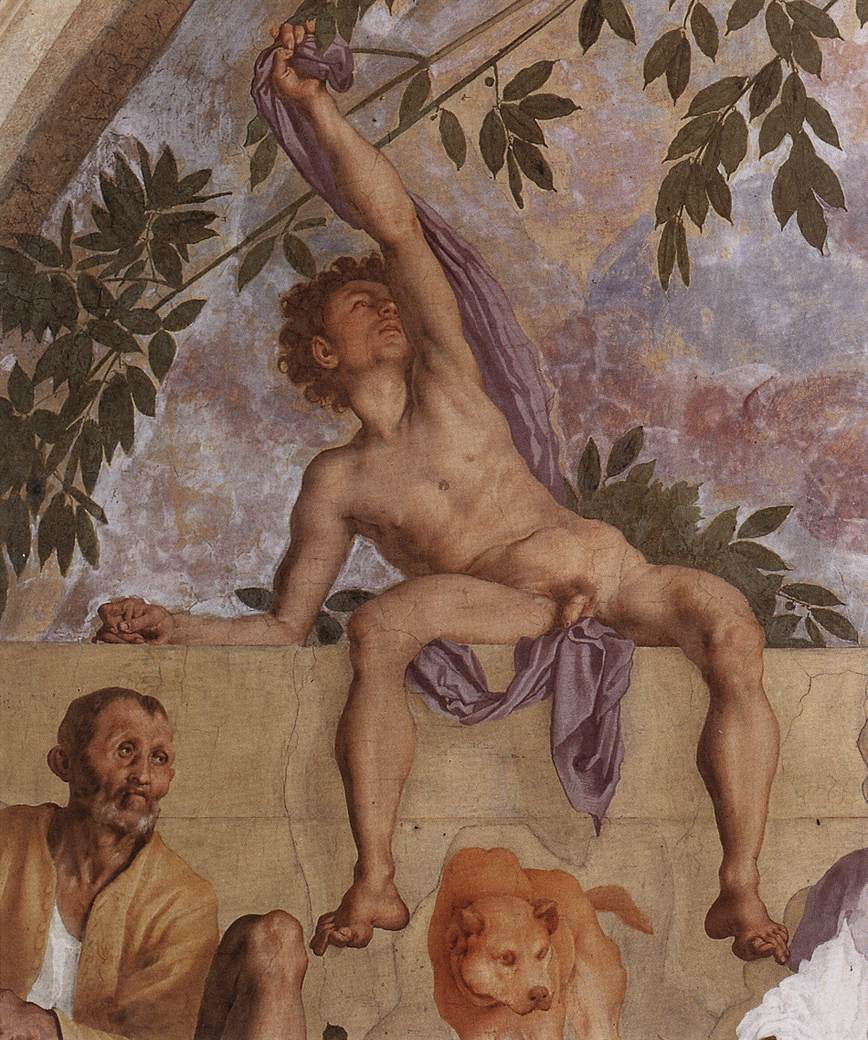
Giovane ignudo (Bacco?)

Ovidio raccontò la storia di Vertumno e Pomona nelle Metamorfosi (XIV, 622-697 e 765-769). Le due divinità sono rappresentate agli angoli inferiori della lunetta, ciascuna con l'attributo che le caratterizza: a sinistra Vertumno con il canestro, a destra Pomona con la falce. Essi indossano abiti da contadini, come anche gli altri personaggi presenti. Il mito è quindi calato in un'atmosfera popolaresca e rustica, assomigliando più alla rappresentazione del riposo di un gruppo di campagnoli durante un assolato giorno di festa. La scena non ha carattere narrativo.
In alto si legge l'iscrizione tratta dalle Georgiche di Virgilio (1, 21), dove vengono invocati gli dei e le dee protettori dei campi: DIIQUE DEAEQUE QUIBUS ARVA TUERI.
Al centro della lunetta si apre la finestra ad oculo (oggi coperta da un tendaggio, ma nata come fonte di illuminazione della sala), attorno al quale il pittore disegnò fronde di alloro che dipartono simmetriche e quattro putti, due sui rami e due seduti su un muretto, che reggono le estremità di una grande ghirlanda fatta di foglie, frutta e nastri. Sullo stesso muro stanno adagiate due figure, un uomo nudo dalla parte di Vertumno, e una donna vestita di rosso con camicia azzurra e scialle bianco dalla parte di Pomona, forse una rappresentazione della dea Cerere. Una terza donna si trova poco sotto, girata di spalle, mentre dal lato opposto stanno un uomo sdraiato e un cane in scorcio molto realistico (ma ottimizzato per la visione frontale piuttosto che dal basso, come sarebbe naturale per lo spettatore).
L'adolescente nudo sopra Vertumno fa penzolare le gambe e si allunga, appoggiandosi sull'avambraccio destro e stendendosi, per sollevare il panno violetto e toccare una foglia di alloro. Egli potrebbe rappresentare un giovane Bacco, dio del vino.
Un notevole realismo si può cogliere ad esempio nella figura di Vertumno, rappresentato come un vecchio col volto solcato, le mani nodose, le ginocchia ossute, deformate dal lavoro nei campi. Curiosa è la figura del cane smagrito, corrucciato e come sul punto di abbaiare, in posizione molto naturale derivata sicuramente da uno studio dal vero. Questo particolare interesse verso l'universo naturale venne ispirato probabilmente dalle stampe tedesche, allora già molto diffuse anche a Firenze, con animali, vegetali e uomini rappresentati con la stessa dignità e interesse dell'artista.
Secondo un'interpretazione allegorica più complessa l'affresco potrebbe costituire una metafora politica esaltante il destino e l'immoratlità della casata medicea, ricollegandosi al tema celebrativo degli altri affreschi del salone. Il troncone d'alloro rappresentarebbe i vari rami della dinastia (Lorenzo de' Medici usò spesso il Laurus come rimando alla sua persona). Il rinnovarsi generazionale è evocato dall'idea della rigenerazione della natura nel trascorrere delle stagioni. Vertumno simboleggerebbe l'inverno e l'uomo seduto accanto a lui Apollo, dio del Sole; Pomona l'estate o la primavera e la donna di spalle accanto ad essa Diana, cioè la luna. Il complesso delle figure in primo piano simboleggerebbe quindi il trascorrere dei giorni e delle stagioni.
La profondità spaziale, come in altre opere del periodo, appare assottigliata, senza però intaccare l'ariosità data dal cielo aperto dello sfondo. Tutto è calibrato con attenzione all'equilibrio generale, movimentato però dalla pluralità di direzioni che suggeriscono le articolate posizioni dei personaggi, i loro gesti e i loro sguardi.

## Altre immagini

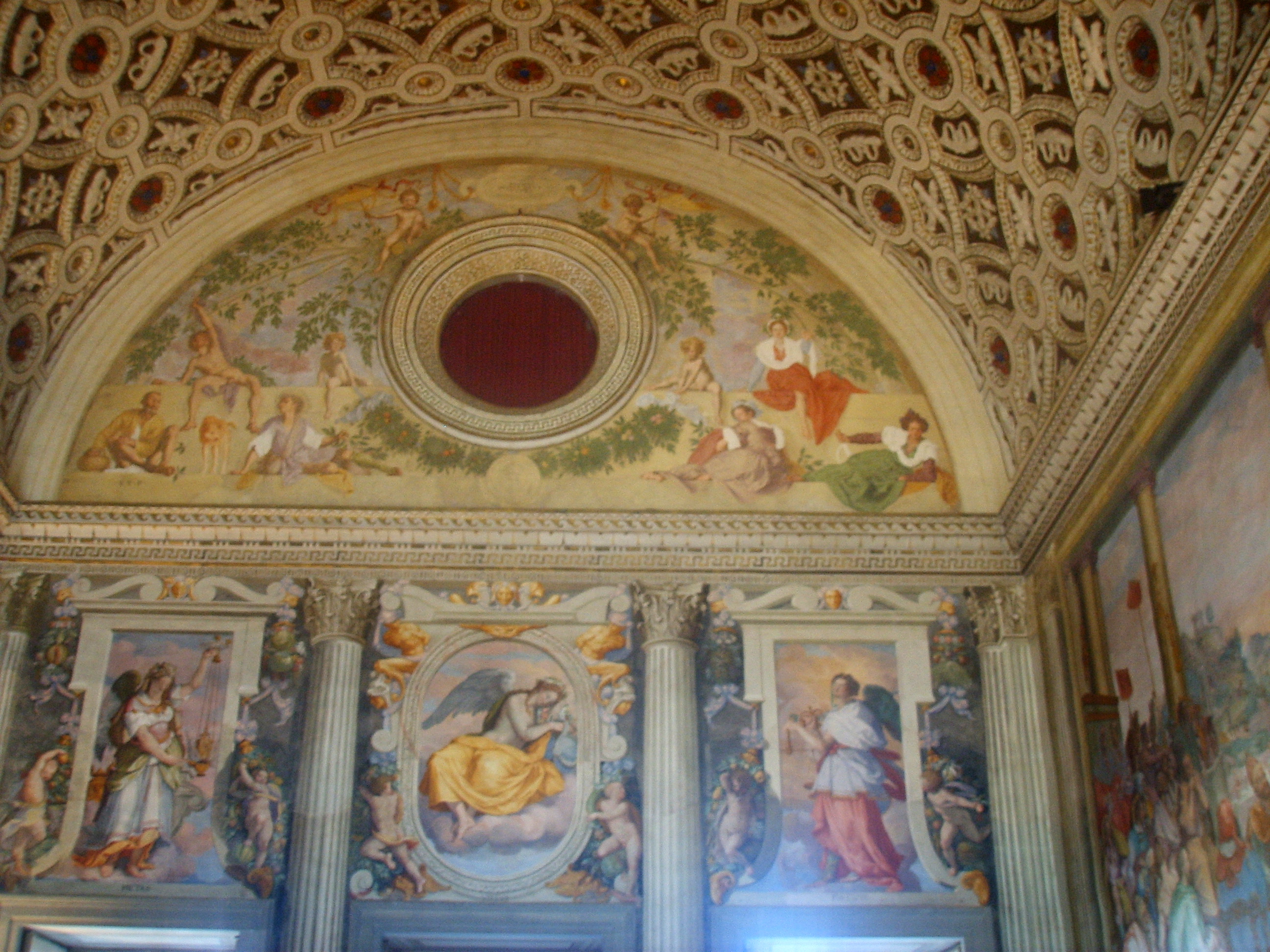
La lunetta all'estremità del Salone nella villa di Poggio a Caiano
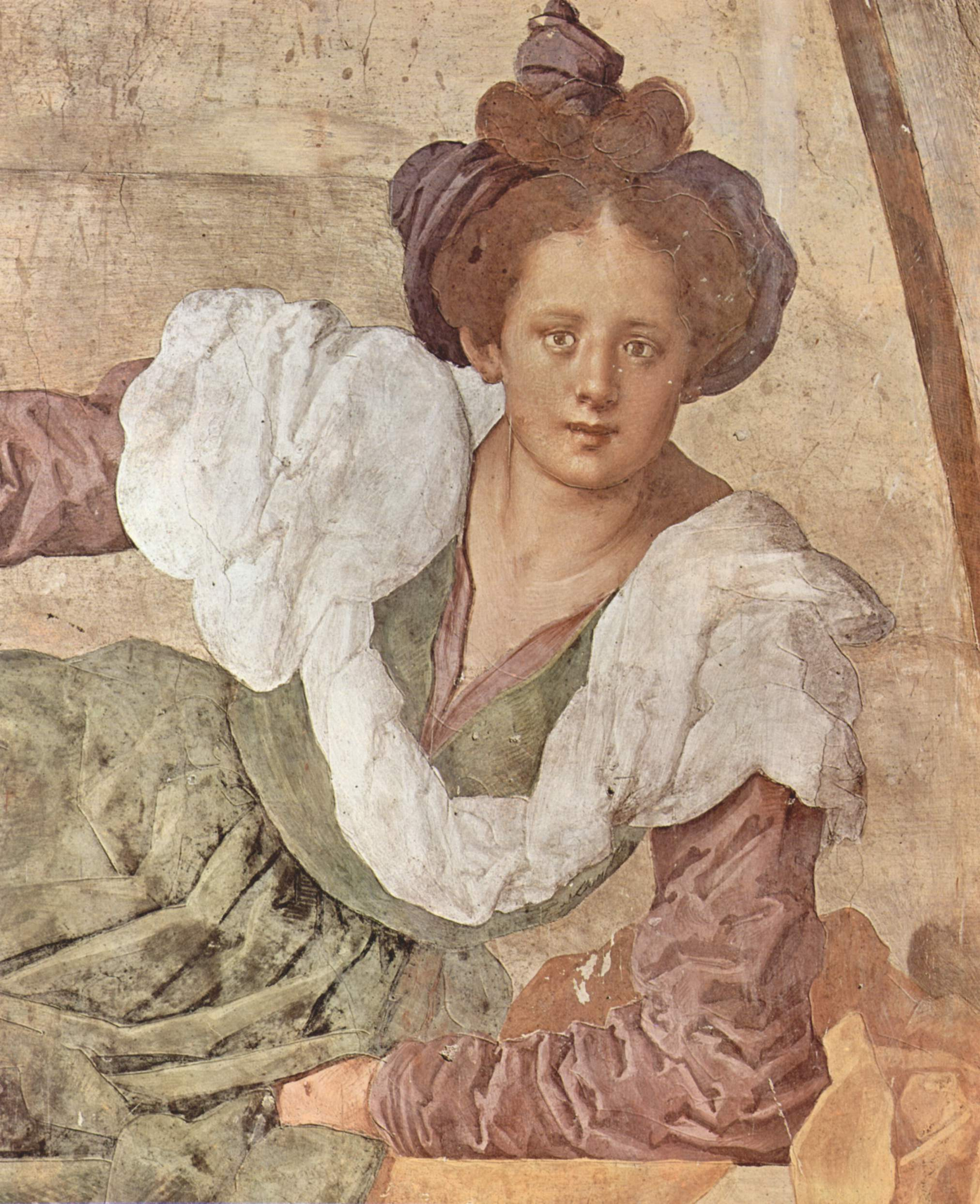
Dettaglio, Pomona
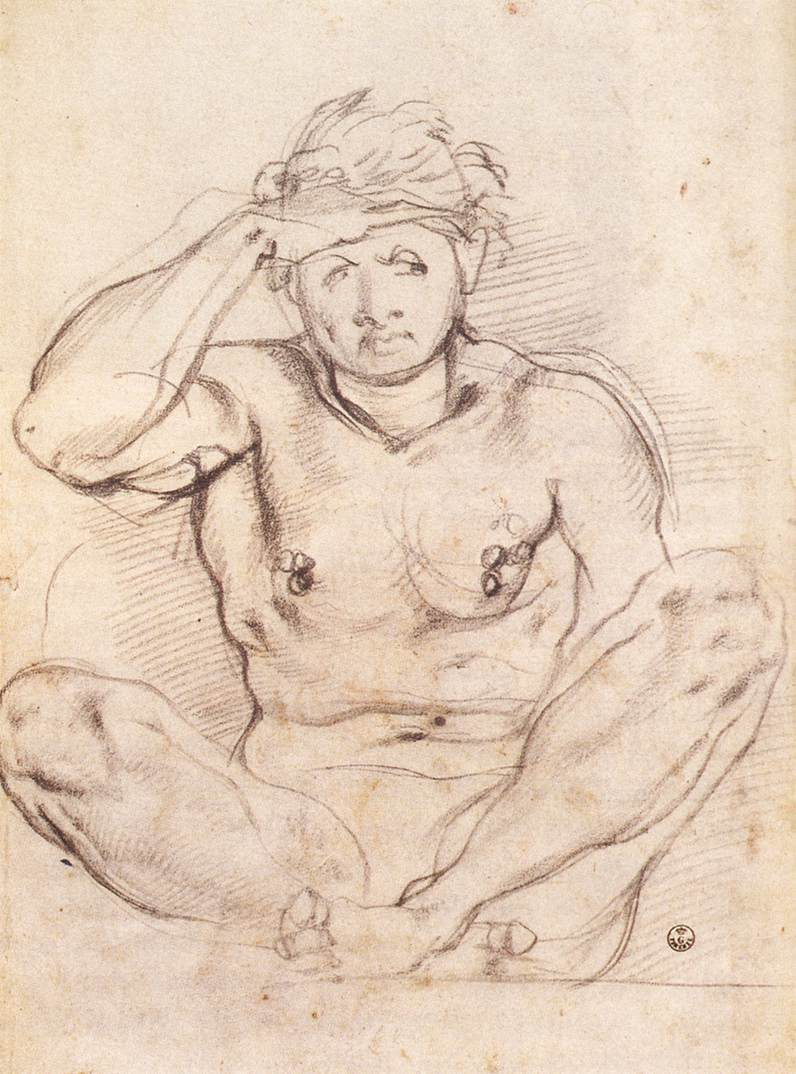
Studio preparatorio di un ignudo per gli affreschi della lunetta di Poggio a Caiano, Gabinetto dei Disegni e delle Stampe degli Uffizi
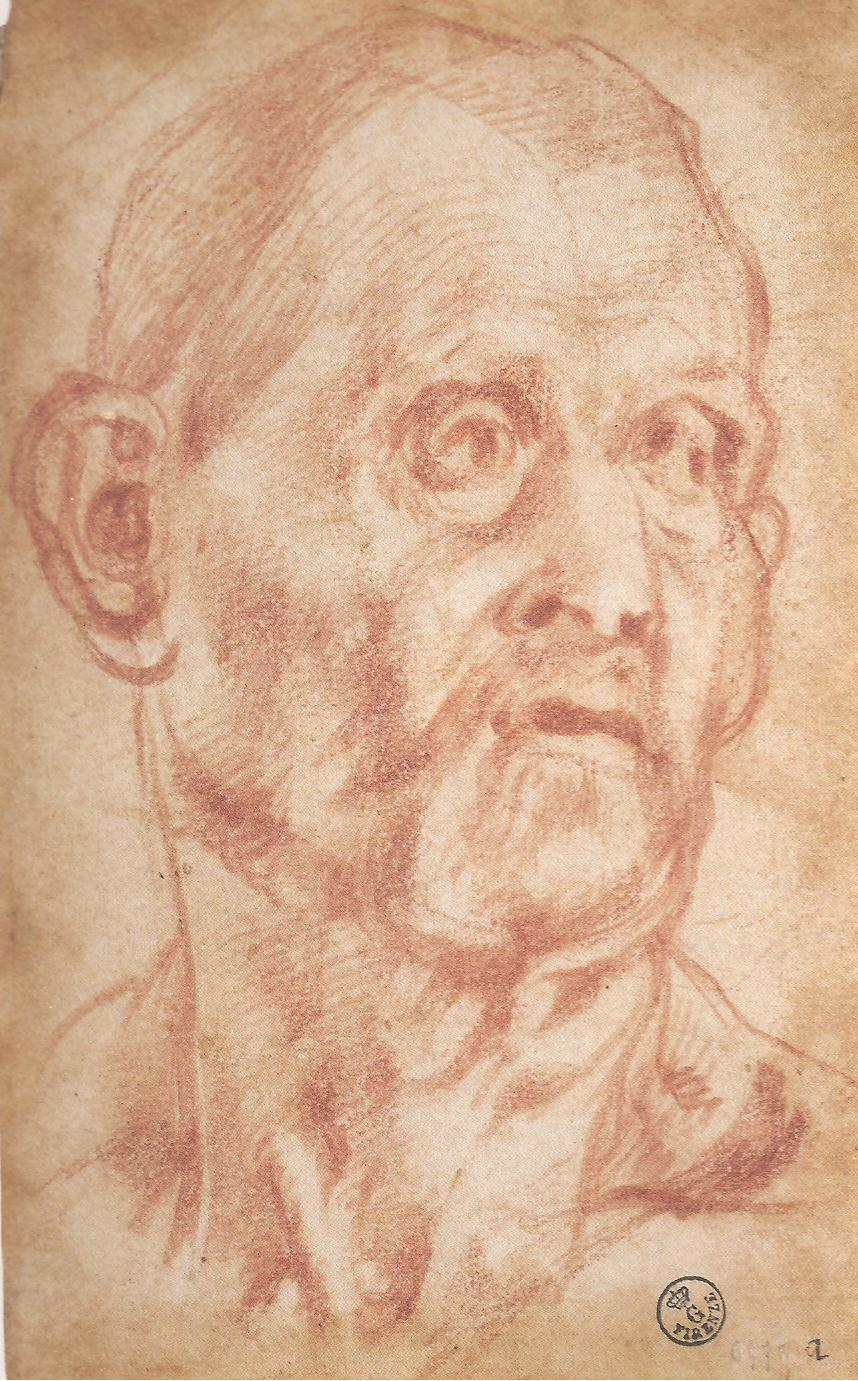
Studio preparatorio per il volto di Vertumno degli affreschi della lunetta di Poggio a Caiano, Gabinetto dei Disegni e delle Stampe degli Uffizi
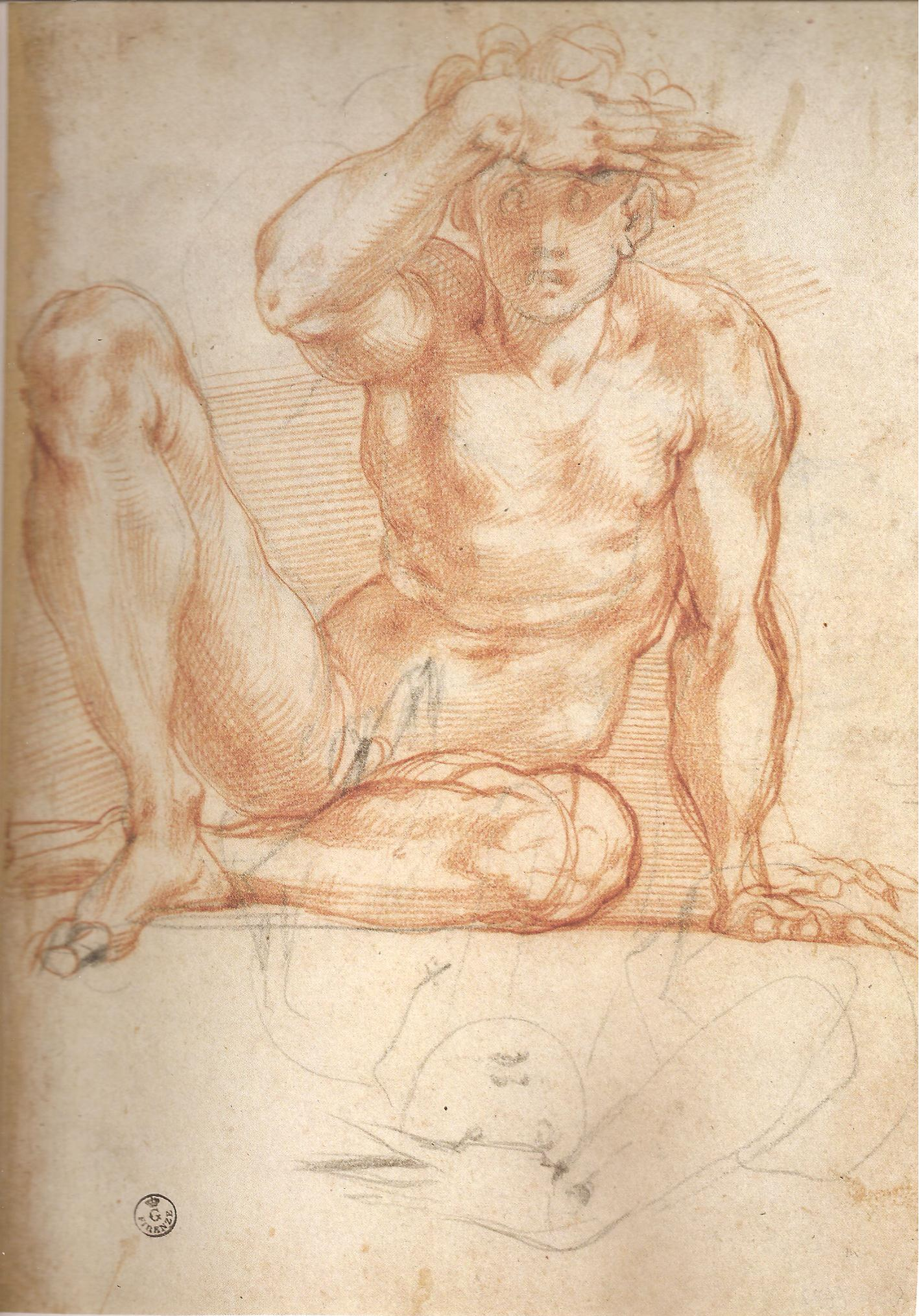
Studio preparatorio di un ignudo per gli affreschi della lunetta di Poggio a Caiano, Gabinetto dei Disegni e delle Stampe degli Uffizi
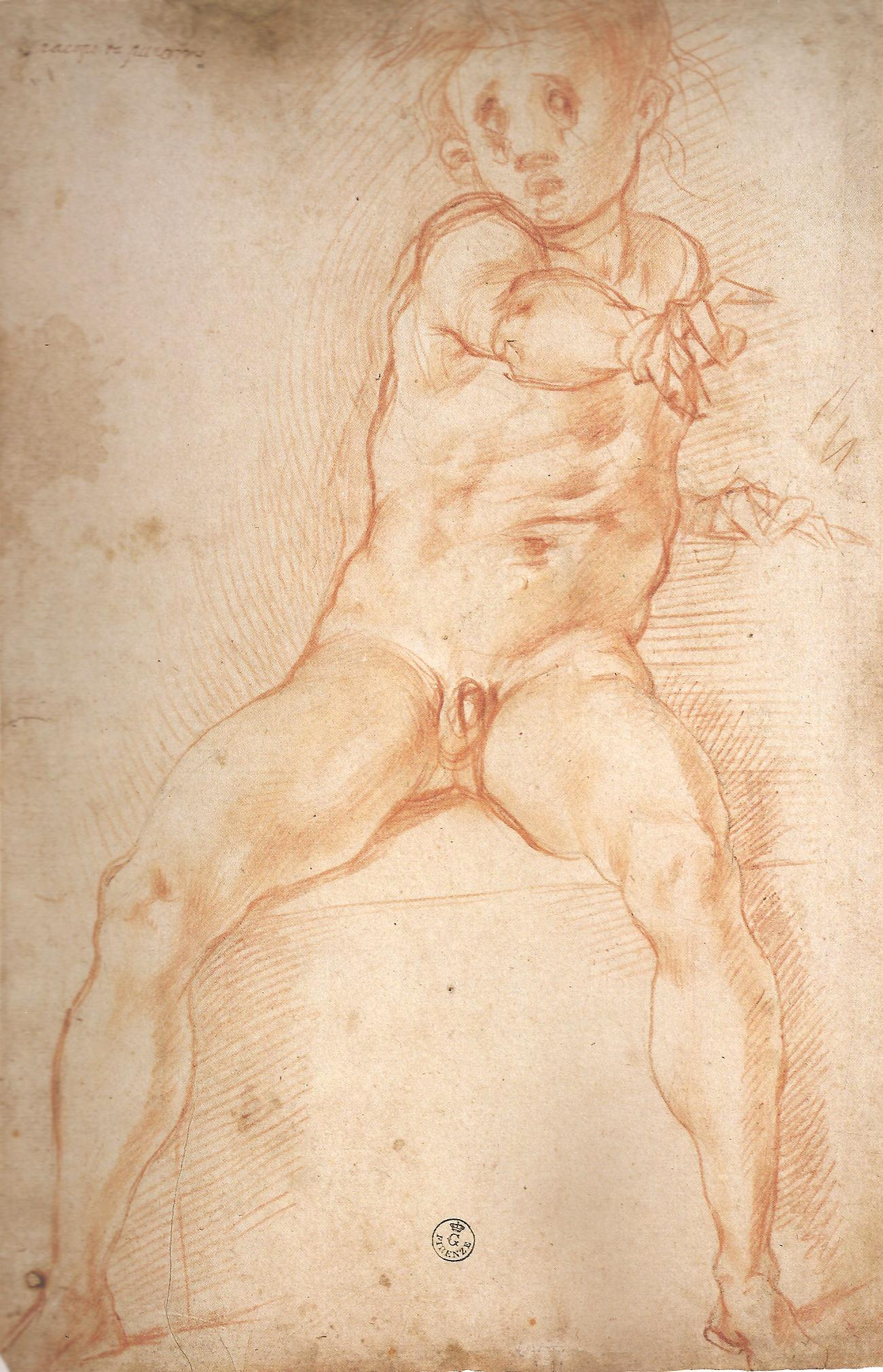
Studio preparatorio di un ignudo per gli affreschi della lunetta di Poggio a Caiano, Gabinetto dei Disegni e delle Stampe degli Uffizi